# Johan Könsberg
Johan Könsberg, född 22 juni 1694 i Viby socken, död 26 december 1745 i Högby socken, var en svensk präst i Högby församling.

## Biografi
Johan Könsberg föddes 22 juni 1694 i Viby socken. Han var son till kyrkoherden Jonas Caroli Könsberg. Könsberg blev 1713 student vid Uppsala universitet och prästvigdes 24 maj 1721. Han blev 1722 komminister i Normlösa församling. Den 15 september 1736 blev han kyrkoherde i Högby församling och tillträdde 1737. Könsberg avled 26 december 1745 i Högby socken.
Könsberg gifte sig första gången 2 februari 1724 med Catharina Christina Rosinius (1706–1743). Hon var dotter till prosten Petrus Rosinius i Vallerstads socken. De fick tillsammans barnen Petrus (född 1725), Stina Maria (1729–1792), Johanna Katarina (död 1743), Anna Margareta, Jonas (död 1737) och Karl Magnus (född 1743, död på 1770-talet). Könsberg gifte sig andra gången 27 juni 1745 med Anna Elisabet Wetterling (1720–1790). Hon var dotter till krigsmanshusbokhållaren Anders Wetterling och Maria Andersdotter Coyet i Vadstena. Hon gifte efter Könsberg död om sig med kyrkoherden O. Beckmark i Kristbergs socken.